# Proceso estocástico de tiempo continuo
En teoría de la probabilidad, un proceso estocástico de tiempo continuo (o continuo en el espacio y el tiempo) es un proceso estocástico para el cual el índice temporal t asume un rango continuo (usualmente en los números reales), esto contrasta con los procesos estocásticos de tiempo discreto donde la variable temporal sólo puede asumir valores no-continuos (dentro de un conjunto numerable, usualmente los números naturales). Una denominación alternativa para estos procesos estocásticos es la de procesos de parámetro continuo.
Una clase más restringida de procesos de tiempo continuo son los "procesos completamente continuos" para los cuales tanto la váraible índice es continua como las trayectorias muestrales del proceso lo son, dado que puede existir confusión, a veces puede ser necesario distinguir adecuadamente entre el tipo general y el subtipo.
Los procesos estocástico de tiempo continuo que se construyen como generalización de los procesos estocásticos de tiempo discreto a través de una distribución para el tiempo de espera se denominan paseos aleatorios de tiempo continuo.

## Ejemplos
- Un ejemplo de proceso estocástico de tiempo continuo para el cual las trayectorias muestrales no son continuas es el proceso de Poisson
- Otro ejemplo es el proceso browniano que generaliza el paseo aleatorio convencional para tiempo continuo. Otro ejemplo donde las trayectorias son continuas es el proceso de Ornstein–Uhlenbeck.